# Kołczan pełen strzał
Kołczan pełen strzał (ang. A Quiver Full of Arrows) – zbiór dwunastu krótkich opowiadań (w polskich wydaniach umieszczono ich jedenaście), których autorem jest angielski pisarz Jeffrey Archer.

## Zawartość
1. "Chińska figurynka" (The Chinese Statue)
2. "Lunch" (The Luncheon)
3. "Pucz" (The Coup)
4. "Pierwszy cud" (The First Miracle)
5. "Dżentelmen doskonały" (The Perfect Gentleman)
6. "Przygoda na jedną noc" (One Night Stand)
7. "Błąd Septimusa" (Broken Routine)
8. "Degrengolada " (Henry's Hiccup)
9. "Kwestia zasad" (A Matter of Principle)
10. "Spotkanie w Budapeszcie" (The Hungarian Professor)
11. "Stara miłość" (Old Love)
12. - (The Century)